# Вернер Релль
Вернер Пауль Релль (нім. Werner Paul Roell; 8 лютого 1914 — 10 травня 2008) — німецький льотчик-ас штурмової авіації, майор люфтваффе вермахту, оберстлейтенант резерву люфтваффе бундесверу. Кавалер Лицарського хреста Залізного хреста.

## Біографія
В квітні 1934 року вступив у ВМФ. Закінчив військово-морське училище в Мюрвіку. В 1935 переведений в люфтваффе. Після закінчення авіаційного училища в 1937 році зарахований до 1-у групу 165-ї (з травня — 77-ї) ескадри пікіруючих бомбардувальників. Учасник Польської, Французької і Балканської кампаній, а також Німецько-радянської війни. З 1942 року — командир штабної ескадрильї своєї ескадри. 20 лютого 1943 року призначений командиром 1-ї групи своєї ескадри. 1 грудня 1943 року відряджений в Академії люфтваффе в Берліні-Гатові. В січні 1945 року переведений в 44-е винищувальне з'єднання, озброєне реактивними винищувачами, яке включало кращих експертів люфтваффе. Всього за час бойових дій здійснив 477 бойових вильотів, збив 1 радянський літак і потопив радянський легкий крейсер. Після закінчення війни емігрував в Чилі, в 1948/52 роках працював в німецькій школі в Сантьяго. В 1953 році повернувся в ФРН, працював інженером у різних авіабудівних фірмах, а також служив у ВПС ФРН.

## Нагороди
- Нагрудний знак пілота
- Медаль «За вислугу років у Вермахті» 4-го класу (4 роки)
- Медаль «У пам'ять 13 березня 1938 року»
- Медаль «У пам'ять 1 жовтня 1938»
- Залізний хрест 2-го і 1-го класу
- Нарвікський щит
- Німецький хрест в золоті (24 листопада 1941)
- Медаль «За зимову кампанію на Сході 1941/42»
- Кримський щит
- Орден «Доблесний авіатор», золотий хрест з мечами (Румунське королівство)
- Лицарський хрест Залізного хреста (25 травня 1943) — за 440 бойових вильотів.
- Почесний кинджал міста Золінген — як кавалер Лицарського хреста Залізного хреста. Після війни кинджал був захоплений американськими військами як трофей.
- Авіаційна планка бомбардувальника в золоті з підвіскою